# Macrothemis celeno
Macrothemis celeno – gatunek ważki z rodziny ważkowatych (Libellulidae). Występuje na wyspach Karaibów; stwierdzony na Kubie, w Dominikanie, na Jamajce, Portoryko i Brytyjskich Wyspach Dziewiczych.